# Castell de Marvão
El castell de Marvão, en l'Alentejo, està situat a l'extrem oest del poble de Santa Maria de Marvão, en el municipi de Marvão, districte de Portalegre, a Portugal.
El castell es localitza al parc natural de la Serra de Sant Mamede, en posició dominant sobre el poble i estratègica sobre la frontera, controlant, en el passat, el pas del riu Sever, afluent del Tajo. Aquest fet li va garantir l'atenció de diversos monarques, expressada en diverses campanyes de remodelació, que van donar al monument el seu aspecte actual.

## Història

### Antecedents
Poc es sap sobre la primitiva ocupació humana del lloc, possiblement un castre prehistòric. Alguns autors defensen ser aquesta, la població romanizada, en l'època de l'ocupació romana de la península ibèrica, que els lusitanos denominaven Medobriga, la qual, objecte de disputa entre les forces de Pompeyo i de Julio César, va ser conquistada per tropes d'aquest últim sota el comandament del propretor Caio Longino a mitjans del segle I. L'interès per la població derivava principalment per ser veïna de la via romana que unia Càceres amb Santarém, a l'altura del pont que creuava el riu Sever (Pont del Portaje).
Encara que no hi ha més informació sobre el període de les invasions de sueus, visigots i musulmans, entre 876 i 877 es va instal·lar Ibn Marwan, sent coneguda la localitat ja al segle X com Amaia de Ibn Marwan o Fortalesa d'Amaia.

### El castell medieval

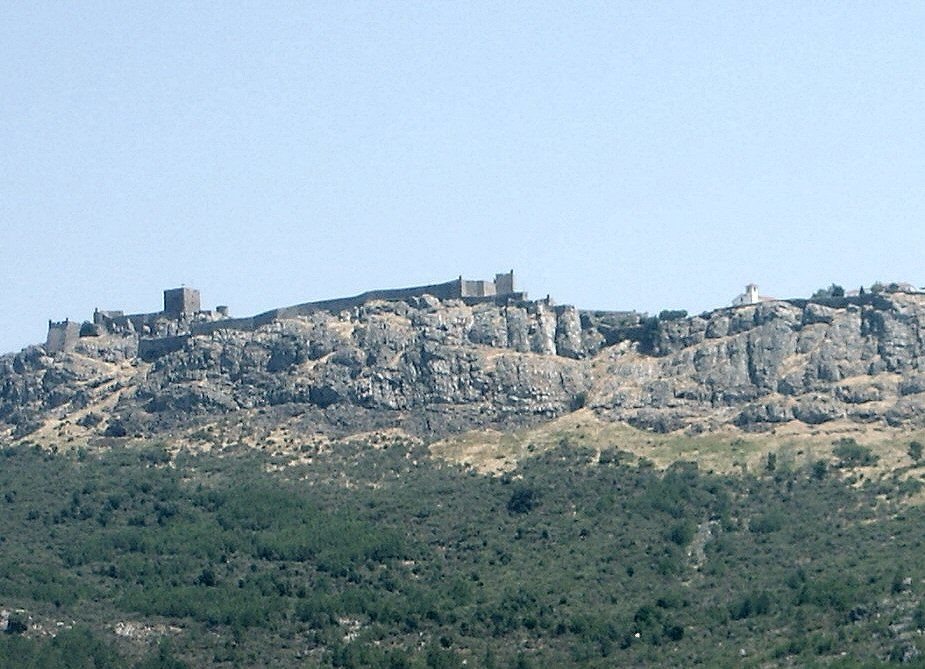
Vista general del castell de Marvão.

Després de la conquesta d'Alcàsser do Sal, Alfonso Enríquez (1112-1185) va prendre la població entre 1160 i 1166. En la demarcació del terme de Castelo Branco (1214), Marvão ja s'incloïa en terres portugueses. Sancho II (1223-1248) li va concedir la Carta Foral (1226), pretenent mantenir aquest lloc avançat de vigilància poblada i defensada de les repetides incursions arribades de Castella en aquesta època.
Alfonso III (1248-1279) va donar els dominis de Marvão als cavallers de l'Ordre de Malta (1271), posteriorment atorgats al seu fill, Alfons Sanches, juntament amb els senyorius de Arronches, Castelo de Vide i el Portalegre. Per aquesta raó, en iniciar-se el regnat de Dinis de Portugal (1279-1325), la vila i el seu castell es veuran embolicats en la disputa entre el sobirà i l'infant Alfonso, venint a ser conquistats per les forces del sobirà en 1299. Al final, els domínios de Marvão, Portalegre i Arronches van ser canviats pels de Sintra i Ourém, romanent els primers en possessió del sobirà. Est va confirmar a Marvão el fur de 1226 i va emprendre obres d'ampliació i reforç de les defenses, destacant la construcció de la torre d'homenatge, iniciada en 1300.
En el regnat de Fernando I de Portugal (1367-1383), es va establir en Marvão el couto de homiciados (1378). Després de la seva defunció, en arribar la crisi de 1383-1385, la vila i el seu castell van prendre partit pel Maestre de Avis. El nou sobirà i els seus successors van concedir diversos privilegis a la vila (1407, 1436 i 1497) amb la finalitat d'incrementar la seva població i defensa. En aquesta fase es van afegir també reforços en les muralles, la qual cosa es constata per la presència de torrasses dels segles XV i xvi.

### De la Guerra de Restauració fins als nostres dies

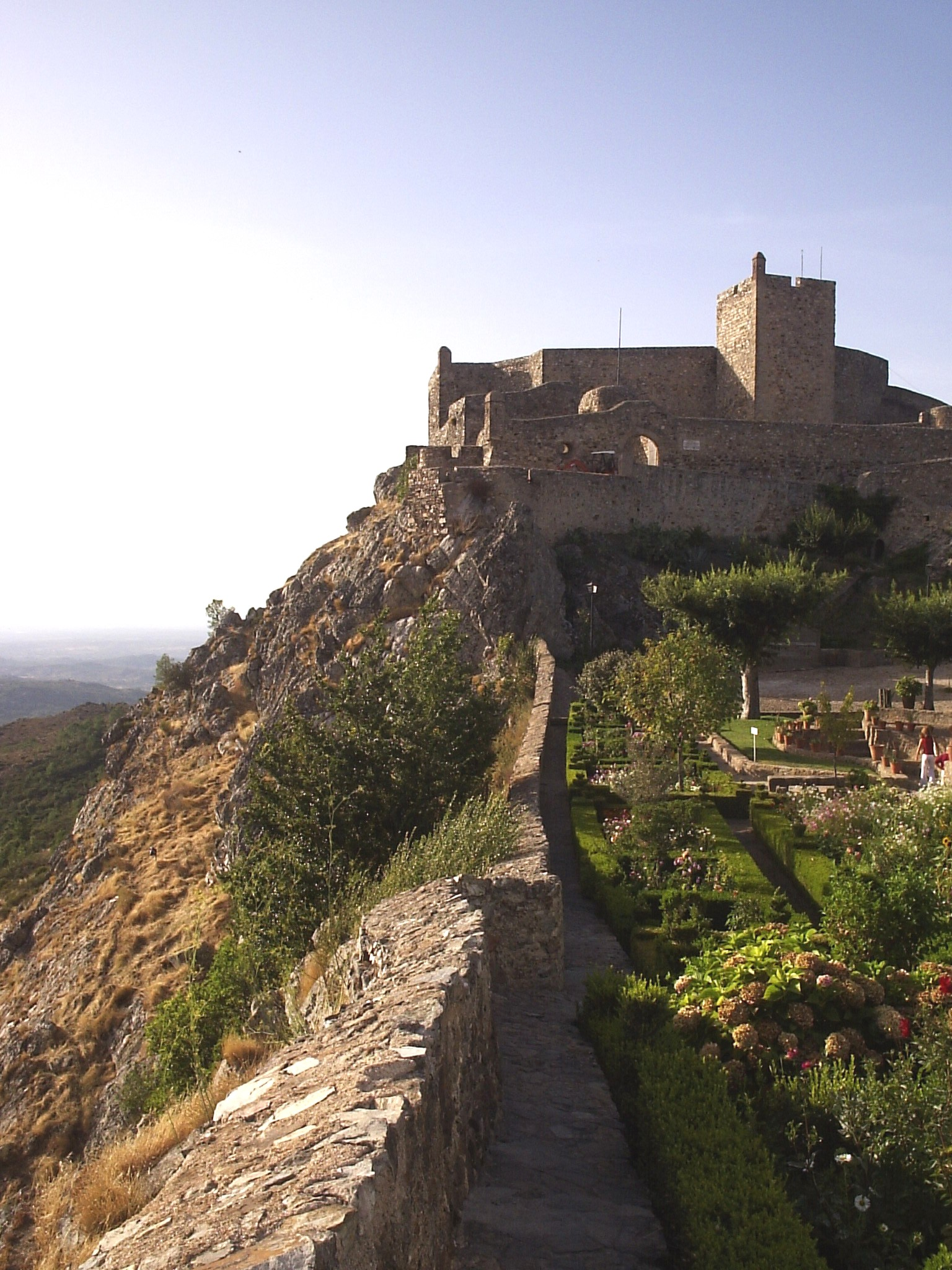
Muralla del castell.

En la Guerra de Restauració portuguesa, les defenses de Marvão van ser remodelades i adaptades als avanços de l'artilleria de l'època. La primera fase d'aquestes obres es va desenvolupar entre 1640 i 1662, quan l'abat João Dama va començar a reconstruir un tros de la muralla i barbacanas que es encontraben en ruïnes, va reparar les portes del castell i va fer uns altres remiendos necessaris per a la conservació i defensa del poble. Encara en obres, va patir l'assalt de les forces espanyoles (1641 i 1648), batent-se activament amb la veïna plaça de València d'Alcántara, fins a la conquesta d'aquesta per les forces de António Luís de Meneses.
En iniciar-se el segle xviii, la fortalesa de Marvão va ser conquerida per l'exèrcit espanyol (1704), per ser recuperada de seguida per les tropes portugueses sota el comandament del comte de São João (1705). Un nou assalt espanyol a la vila es repetiria dècades més tard, en 1772.
Al segle xix, al començament de la Guerra Peninsular va ser presa per tropes franceses, alliberant-se en 1808. Posteriorment, en les Guerres Liberals (1828-1834), va ser ocupada per les forces liberals (12 de desembre de 1833), patint el setge de les tropes miguelistas a l'any següent (1834).
El castell es troba classificat com a Monument Nacional, per Decret publicat el 4 de juliol de 1922. La intervenció del poder públic, per iniciativa de la Direcció general dels Edificis i Monuments Nacionals (DGEMN), es va iniciar en 1938, en forma de reparacions, renovacions, reconstruccions, desinfeccions, neteja i pintura, repetint-se fins avui en dia. Des de llavors, amb el suport de la Lliga dels Amics del Castelo de Marvão i de la Câmara Municipal, aquest patrimoni és mantingut en bon estat de conservació. Al visitant se li ofereixen visites guiades al nucli arqueològic de l'armeria en les dependencies del castell.

## Característiques

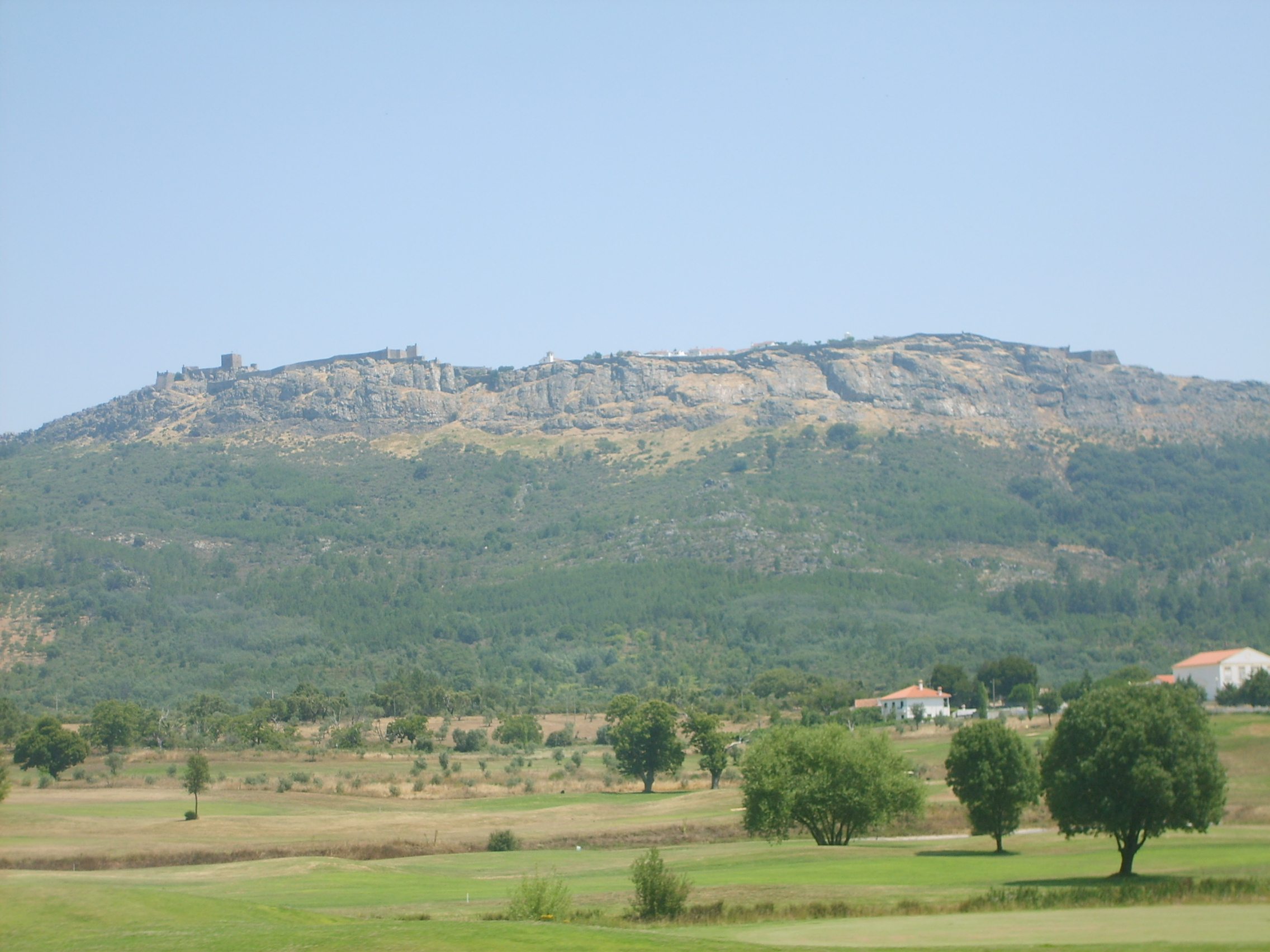
Castell i panorama de la vila de Marvão.

El castell de Marvão s'alça sobre una cresta de quars, a 850 metres del nivell del mar, tancant en els seus murs la vila medieval. Els seus murs, reforçats per torres, es distribueixen en línies defensives concèntriques:
- la línia interior, reforçada per dues torres i una torrassa, dominada per la Torre de l'Homenatge, de planta quadrada, que li està adossada;
- la línia intermèdia, coronada per merlets i reforçada per torres massisses;
- la línia exterior, constituïda per la barbacana, d'on part l'a prop que envolta la muntanya i comprèn la vila. L'adaptació d'aquesta defensa a la fi del segle xvii va convertir al castell en ciutadella de la fortalesa abaluartada, amb troneres en els terrats, permetent el tir rasant.

## La llegenda de La nostra Senyora de l'Estel
Al segle VIII, sense aconseguir resistir l'avanç dels musulmans a la regió, els habitants de Marvão van abandonar les seves terres per buscar refugi a les muntanyes d'Astúries, on es mantenia visqui la resistència cristiana. Abans de partir, no obstant això, van tractar d'amagar les imatges sagrades. En l'època de la Reconquesta, passats més de quatre segles, es diu que en una nit, un pastor guiat per un estel, es va dirigir a una muntanya, on va trobar, entre les roques, una imatge de La nostra Senyora. En senyal de devoció, en el lloc es va erigir un convent franciscà (Convent de Nossa Senhora dona Estrela), establint-se a la Senyora com a protectora del castell. En relació amb aquesta devoció en particular, s'explica encara que, una nit en què forces castellanes, conduïdes per dos traïdors, s'aproximaven astutament al castell per assaltar-ho, es va sentir en la foscor una veu femenina que cridava A les armes!. Quan els sentinelles van avisar a la guarnició i van ocupar els seus llocs, es va poder veure als castellans en fugida baixant el vessant, espantats.